# いとうせいこう GREEN FESTA
いとうせいこう GREEN FESTA（いとうせいこうグリーンフェスタ）は2007年11月から2016年3月まで文化放送で放送されていた環境ラジオ番組である。

## 概要
いとうせいこうが緑や自然による地球環境改善に取り組んでいる人、会社、公約、環境音楽を紹介する。主に月曜日の19時台に放送されていたが、2012年度ナイターオフに初めて18時からの放送になった。その後も何度か放送枠の変更が行われていたが、2015年度ナイターインでは日中に放送された。単独番組としての放送は2015年9月27日で一旦終了し、翌々日である9月29日から『オトナカレッジ』のフロート番組として再スタートしたが、半年後の2016年3月を以ってフロート番組としても終了した。
文化放送のポッドキャストにも配信されていた。

## 放送時間
- 2007年11月10日 - 2008年3月29日

毎週土曜18:30 - 19:30
- 2008年3月31日 - 2011年9月・2012年4月 - 9月

毎週月曜19:30 - 20:00
- 2011年10月 - 2012年3月

毎週月曜21:30 - 22:00
- 2012年10月1日 - 2013年3月25日

毎週月曜18:00 - 18:30
- 2013年4月1日 - 2013年9月23日

毎週月曜20:00 - 20:30
- 2013年9月30日 - 2015年3月23日

毎週月曜21:30 - 22:00
- 2015年4月5日 - 2015年9月27日

毎週日曜16:00 - 16:30
- 2015年9月29日 - 2016年3月22日

毎週火曜20:35頃 - 20:50頃（『オトナカレッジ』内のフロート番組として放送）
- 4月 - 9月の『文化放送ライオンズナイター』シーズン中は下記の対応となっていた。
  - 2008年度の場合：月曜にナイターが組み込まれている場合は休止し、翌週または翌放送回分まで延期。
  - 2009年度の場合：月曜にナイターが組み込まれている場合は休止、翌週へ延期
  - 2010年度ならびに2013・2014年度：月曜日にナイターが組み込まれているときは火 - 金曜のいずれか1曜日と交換し振り替え放送。
  - 2011・2012年度：月曜日にナイターが組み込まれているときは火 - 金曜のいずれか1曜日か日曜の文化放送ホームランナイター枠と交換し振り替え放送
    - なお、2012年7月1日（日）（2012年6月25日の振り替え予定分）は同枠を関根勤のスポパラの90分繰り上げる臨時編成処置を取り、当番組は休止した。

  - 2015年度のナイターシーズンは日中枠での放送のため、上記のような野球中継の影響は基本的になかった。
- 10月 - 3月の期間に野球放送が組み込まれる場合は休止されることになっているが、21時台後半の放送枠である場合、試合終了時間によっては休止せず、通常放送もしくは時間変更での対応となる場合もある。

## 出演
- いとうせいこう
- 石川真紀（文化放送アナウンサー）